# Zalamea de la Serena
Zalamea de la Serena é um município da Espanha na comarca de La Serena, província de Badajoz, comunidade autónoma da Estremadura, de área 245,8 km². Em 2021 tinha 3 473 habitantes (densidade: 14,1 hab./km²).

## Demografia
| Variação demográfica do município entre 1991 e 2004 [carece de fontes?] | Variação demográfica do município entre 1991 e 2004 [carece de fontes?] | Variação demográfica do município entre 1991 e 2004 [carece de fontes?] | Variação demográfica do município entre 1991 e 2004 [carece de fontes?] |
| ----------------------------------------------------------------------- | ----------------------------------------------------------------------- | ----------------------------------------------------------------------- | ----------------------------------------------------------------------- |
| 1991                                                                    | 1996                                                                    | 2001                                                                    | 2004                                                                    |
| 5107                                                                    | 5063                                                                    | 4464                                                                    | 4345                                                                    |